# Bernhards Einbergs
Bernhards Einbergs (ur. 23 stycznia 1895 w Rydze, zm. w 1945 w Polsce) – łotewski polityk, inżynier, działacz antyhitlerowskiego ruchu oporu, więzień KL Stutthof. Minister transportu Łotwy 1934-1940.

## Życiorys
Jako student mechaniki na politechnice ryskiej należał do korporacji akademickiej Selonia. W 1916 został powołany do armii rosyjskiej. Uczył się w szkole wojskowej w Orenburgu. Służył w walczącym w okolicach Rygi 2 syberyjskim pułku inżynieryjnym. Opuścił wojsko rosyjskie po rewolucji lutowej. Od grudnia 1918 służył w wojsku łotewskim. Uczestniczył w wojnie tego kraju o niepodległość. Pełnił stanowiska komendanta garnizonów w Valmiera, Limbaži i Rūjiena oraz adiutanta w oddziale operacyjnym sztabu 3 Dywizji Łatgalskiej. W październiku 1920 przeszedł w stan spoczynku w stopniu porucznika. W 1923 ukończył studia na wydziale mechanicznym uniwersytetu w Rydze. Pracował jako inżynier w zarządzie kolei i urzędnik w Ministerstwie Transportu. W 1931 objął stanowisko dyrektora Departamentu Poczt i Telegrafów w tym resorcie. Od 1934 do 1940 sprawował funkcję ministra transportu. Po rezygnacji ze stanowiska został dyrektorem w spółce akcyjnej "Lenta". 1 lipca 1941 stanął na czele Łotewskiego Centrum Organizacyjnego, które bezskutecznie próbowało wyjednać zgodę Niemiec na niepodległość lub autonomię Łotwy. Następnie był członkiem podziemnej Centralnej Rady Łotewskiej. W 1944 został aresztowany przez hitlerowców i 26 września wywieziony z Rygi do KL Stutthof. Po ewakuacji więźniów obozu na zachód w 1945 doczekał w Polsce wkroczenia Armii Czerwonej. Szczegóły jego śmierci nie są znane.

## Odznaczenia
- Order Pogromcy Niedźwiedzia (1921)
- Order Trzech Gwiazd II klasy (1937)
- Krzyż Uznania I klasy (1938)